# جوان دارسي كوبر
جوان دارسي كوبر (بالإنجليزية: Joan D'Arcy Cooper)‏ هي عالمة نفس أمريكية، ولدت في 1927، وتوفيت في 1982.